# Tier (data center)
Il Tier Classification System è un sistema di classificazione sviluppato da Uptime Institute per identificare e descrivere la struttura richiesta a un centro elaborazione dati rispetto alla sua funzione.

## Livelli
- Tier I: è un data center dotato di un solo sistema di alimentazione e un solo sistema di raffreddamento. Questi data center sono programmati per disattivarsi totalmente in caso di guasti. Le politiche di backup e i componenti ridondati sono assenti o se presenti lo sono per un numero molto limitato di componenti, questi tipo di data center mantengono un'attività stabile al 99,671% l'anno, ovvero un tempo di fermo di 28,8 ore annue;
- Tier II: è un data center dotato di un solo sistema di alimentazione e un solo sistema di raffreddamento. Grazie a delle componenti particolari la struttura avrà meno bisogno di manutenzioni e quindi meno interruzioni. Alcuni componenti sono ridondati ed esistono politiche di backup. L'uptime minimo di un data center di livello Tier II deve essere del 99,741%, ovvero circa 22 ore di fermo annui;
- Tier III: è un data center dotato di più sistemi di alimentazione e più sistemi di raffreddamento. Tutti i componenti sono ridondati. La maggior parte delle manutenzioni e degli aggiornamenti non richiedono di portare offline il data center. L'uptime minimo di un data center di livello Tier III deve essere del 99,982% ovvero 1,6 ore di fermo all'anno;
- Tier IV: è progettato e creato per essere totalmente fault-tolerant e ogni componente è ridondato. Ha più sistemi di alimentazione e di raffreddamento. L'uptime garantito è del 99,995% (il downtime annuale massimo non deve superare i 26,3 minuti).